# Friesland: Fundsachen
Fundsachen ist ein deutscher Fernsehfilm von Dominic Müller aus dem Jahr 2022. Es handelt sich um die 16. Folge der Fernsehreihe Friesland, die erste Folge der 3. Staffel. Die Episode wurde am 22. Oktober 2022 auf dem Sendeplatz Der ZDF-Samstagskrimi erstmals im deutschen Fernsehen ausgestrahlt.

## Handlung
Brockhorst hat durch Golfspielen mit der Polizeipräsidentin das baldige Ende seiner „Strafzeit“ in Leer herausgehandelt. Um seine dienstliche Rehabilitation zu untermauern, muss deshalb bei den anstehenden Ermittlungen um die Leiche, die von den Özlügül-Geschwistern am Strand gefunden wurde, alles wie am Schnürchen klappen. Das erfüllt sich nicht. Insa, sauer darüber, dass sie keine Gelegenheit zur Untersuchung der Leiche bekam, tauscht in Habedanks Keller die Särge aus (im Film ironisch als Sargrochade bezeichnet), so dass bei der Gerichtsmedizin stattdessen die Leiche des kurz zuvor verstorbenen Bootsverkäufers Geert Freese angeliefert wird – der, wie die Obduktion zeigt, durch eine Morphiuminjektion ermordet wurde. Um diesen „produktiven Unfall“ zu vertuschen, stellt Brockhorst die Sache unter Verschluss und lässt zwangsläufig seine Untergebenen inoffiziell ermitteln, schließlich heuert er sogar Yunus Özlügül als verdeckten Ermittler an.
Geert Freese war pflegebedürftig und wurde vom Pflegedienst Lindberg versorgt, bei dem der Hilfsarbeiter Georgi Nikolov, die am Strand gefundene Leiche, seit kurzer Zeit tätig war. Es sieht so aus, als habe Freese von Nikolov irrtümlich die tödliche Injektion bekommen, was dann vom Lindberg-Chef vertuscht wurde, indem er Nikolov beseitigte. Doch diese Theorie erweist sich als nicht haltbar: Erstens war Nikolov nicht unqualifiziert, zweitens sah alles nach einem natürlichen Tod aus, Freese wurde ja nur irrtümlich obduziert – wieso sollte man einen scheinbar natürlichen Tod durch nachträgliche Verdeckungsbemühungen erst verdächtig machen?
Eine fehlende Morphiumflasche in Insas Apotheke führt das Team endlich auf die richtige Spur: Freese wurde von Thomas Kamp ermordet, dem Liebhaber seiner Frau Sabine, damit dieser Sabine heiraten und Anteil an ihrem Vermögen haben konnte. Nikolov kam aus privaten Gründen zufällig dazu und musste als Zeuge beseitigt werden. Als die Sache auffliegt, entführt Kamp Sabine, die im Showdown von den drei Polizisten befreit wird.
Am Ende wird Brockhorst gerade wegen des Erfolges nicht aus Leer wegbefördert – offizielle Begründung: Never change a winning team, tatsächlich hatte er vermutlich die Präsidentin aufgrund der inoffiziellen Ermittlungen etwas zu oft verärgert. Insa kauft die Tatwaffe gegen Nikolov – einen Golfschläger – beim Entrümpler, dessen undurchsichtige Geschäftspraktiken überhaupt erst zum Auffinden von Nikolovs Leiche geführt haben.

## Rezeption

### Einschaltquote
Die Erstausstrahlung von Friesland: Fundsachen erreichte am 22. Oktober 2022 6,73 Millionen Zuschauer, was einem Marktanteil von 25,2 Prozent entsprach. Von den 14- bis 49-jährigen Zuschauern schalteten 0,64 Millionen ein, was einen Marktanteil von 10,8 % entsprach.

### Kritik
Tilmann P. Gangloff bezeichnet die Folge auf tittelbach.tv als „rundum gelungene Krimikomödie“ und hebt besonders die „feinen Dialoge“, eine „knifflige Story“ und deren „nach handelsüblichem Beginn“ doch „überraschend vielschichtige Entwicklung“ heraus. Müller habe „das Drehbuch mit einer sympathischen Leichtigkeit inszeniert“.
Bei film-rezensionen.de wertete Oliver Armknecht: „‚Friesland: Fundsachen‘ versucht nicht […], die Erfolgsformel zu verändern. Wenn das Rätsel um eine Strandleiche gelöst werden muss, ist das aber einer der besseren Teile der humorvollen Krimireihe. Das liegt jedoch weniger an dem Fall an sich, als vielmehr dem Zusammenspiel der vielen Figuren, durch die das Chaos überhaupt erst entstehen kann.“
Christian Lukas schrieb für Quotenmeter.de: Auch diesmal hat Yunus „wieder eine Geschäftsidee – was eine Art Running Gag der Serie darstellt, denn all diese Ideen verlaufen für gewöhnlich im Sande -, die Kamera fängt einige schöne Bilder von Leer ein, Süher und Henk geben einmal mehr die einzigen vernunftbegabten Erwachsenen in dem Spiel, das Ermittlungsarbeit heißt – und dann ist der Fall auch schon gelöst. Die Auflösung ist zwar durchaus originell, muss aber zum Ende der Spielzeit hin aus dem Hut gezaubert werden, weil sich die Handlung viel zu oft in Nebensächlichkeiten verfängt.“

## Running Gag
Als Running Gag ist in einer Hafen- oder Wasserszene jeder Folge, meist in einer Dialogpause, dasselbe kurze Delfingeräusch off camera im Hintergrund hörbar. In Fundsachen erklingt es nach 59:57 Minuten.